# Fiordland
Fiordland (maorsko Te Rua-o-te-Tā moko 'jame za tetoviranje') je geografska regija Nove Zelandije v jugozahodnem kotu Južnega otoka, ki obsega najbolj zahodno tretjino Southlanda. Večino Fiordlanda obvladujejo strme strani zasneženih Južnih Alp, globoka jezera in njene strme, v ledenike izklesane in zdaj oceani poplavljene zahodne doline. Ime Fiordland izhaja iz različice črkovanja skandinavske besede za to vrsto strme doline, fjord. Na območju Fiordlanda prevladuje narodni park Fiordland, največji narodni park na Novi Zelandiji.
Zaradi pogosto strmega terena in velike količine padavin, ki podpirajo gosto vegetacijo, je notranjost regije Fiordland večinoma nedostopna. Posledično Fiordland ni bil nikoli izpostavljen omembe vrednim operacijam sečnje in celo poskusi kitolova, lova na novozelandske morske medvede in rudarjenja so bili v majhnem obsegu in kratkotrajni, delno tudi zaradi zahtevnega vremena. Danes Fiordland vsebuje daleč največji obseg nespremenjene vegetacije na Novi Zelandiji in znatne populacije endemičnih rastlin in ogroženih živali, v nekaterih primerih edine preostale divje populacije.
Fiordland ima številne fiorde, ki se na tem območju običajno imenujejo Sound, kar odraža dejstvo, da se včasih fiordi štejejo za vrsto ozkega zaliva. Od dvanajstih večjih fjordov na zahodni obali Fiordlanda je Milford Sound / Piopiotahi najbolj znan in edini dostopen po cesti. Doubtful Sound / Patea, ki je veliko večji, je prav tako turistična destinacija, vendar je manj dostopna, saj zahteva tako izlet z ladjo čez jezero Manapouri kot avtobusni prevoz čez prelaz Wilmot.
V Fiordlandu so tudi slapovi Browne Falls in Sutherland Falls, ki se uvrščajo med najvišje slapove na svetu, ter tri najgloblja novozelandska jezera, jezero Hauroko, jezero Manapouri in jezero Te Anau. V bližini je več drugih velikih jezer, Fiordland in okoliški deli regij Southland in Otago pa se pogosto imenujejo Južna jezera. Le peščica jezer Fiordlanda je dostopnih po cesti – jezero Poteriteri je največje jezero na Novi Zelandiji brez cestnega dostopa. Številna jezera v regiji niso dostopna niti po brezpotjih.
Ta del Nove Zelandije, zlasti zahodno od gorskega razvodja Južnih Alp, ima zelo mokro podnebje z letnim povprečjem 200 deževnih dni in letno količino padavin, ki se giblje od 1200 milimetrov v Te Anau do 8000 milimetrov v Milford Soundu. Prevladujoči zahodni vetrovi pihajo vlažen zrak iz Tasmanovega morja v gore, kar povzroča velike količine padavin, ko se zrak dviga in ohlaja.

## Zgodovina
Fiordland nikoli ni imel pomembnega stalnega prebivalstva. Maori so to območje dobro poznali, vendar so ga obiskovali le sezonsko, zaradi lova, ribolova in nabiranja dragocenega kamna pounamu (novozelandski žad) iz zaliva Anita ob izlivu Milford Sound / Piopiotahi.
V maorski mitologiji je prednik polbog Tū-te-raki-whānoa izklesal fiorde iz skale s svojim adze in izpopolnjeval svojo tehniko, ko je napredoval od juga proti severu, z zadnjim fiordom, Piopiotahi (Milford Sound), kot njegovim največjim dosežkom; te formacije so potniki kanuja Tākitimu, imenovanega kot njegovo sedanje maorsko ime (prej le Dusky Sound, zdaj pa se razteza vse do ozemlja, ki obdaja Te Anau), spomnili na te formacije na brazde v tetovažah obraza. Druga zgodba pravi, da ime morda izvira tudi iz jam, ki jih je tam izkopal eden od Tākitimujevih potnikov Tamatea, da bi sežigal les in tako proizvajal saje za črnilo za tetoviranje.
Leta 1770 so kapitan James Cook in njegova posadka postali prvi Evropejci, ki so opazili Fiordland. Cook se je vrnil in leta 1773 za pet tednov zasidral v Tamatei / Dusky Soundu. Zemljevidi in opisi območja ekspedicije so privabili kitolovce in lovce na tjulnje, toda šele sredi 19. stoletja so geodeti in raziskovalci začeli raziskovati notranjost Fiordlanda.
Med letoma 1897 in 1908 sta dva poskusa vzpostavitve rudarske dejavnosti na oddaljenem območju Rakituma / Preservation Inlet propadla in do leta 1914 je bila izolirana majhna naselbina Cromartie (ali Cromarty) tam opuščena.
Območje je bilo od leta 1876 upravljano kot okrožje Fiord, dokler ni bilo leta 1981 vključeno v sosednje okrožje Wallace. Od leta 1989 je del okrožja Southland in širše regije Southland.

## Meje
Trenutno obstajajo različne definicije za mejo regije Fiordland. Vzhodna meja Fiordlanda po podatkih Statističnega urada Nove Zelandije se razteza od Sand Hill Pointa na zahodnem koncu zaliva Te Waewae bolj ali manj naravnost proti severu, seka skozi jezera Hauroko, Monowai, Manapouri in južni fjord jezera Te Anau, preden zavije proti severozahodu in konča z južno stranjo Te Houhou / George Sound. Po tej definiciji je regija Fiordland skoraj v celoti znotraj narodnega parka Fiordland, razen majhnih žepov v bližini dveh najjužnejših jezer, vendar območje ne vključuje treh najsevernejših fjordov (Milford Sound / Piopiotahi, Te Hāpua / Sutherland Sound in Hāwea / Bligh Sound).
Veliko bolj razširjena definicija Fiordlanda ima vzhodno mejo, ki približno sledi narodnemu parku Fiordland za vse, razen za najbolj severni konec. To območje vsebuje vse fiorde in dolino Hollyford ter vključuje tudi območje okoli Big Baya, ki leži na severu zunaj narodnega parka Fiordland, vendar še vedno pripada regiji Southland. Turistične organizacije in Ministrstvo za varstvo narave uporabljajo to definicijo regije Fiordland. Novozelandci na splošno menijo, da sta mesti Te Anau in Manapouri del regije Fiordland, čeprav ležita zunaj meja narodnega parka.

## Geografija
V geografskem smislu regija Fiordland obsega ogromna gorata območja zahodno od črte od zaliva Te Waewae do Monowaija do Te Anaua in vključuje dolini reke Eglinton in reke Hollyford / Whakatipu Kā Tuka. Območje je skoraj enako tistemu v narodnem parku Fiordland, zaznamujejo pa ga doline in fjordi v obliki črke U vzdolž obale ter strme gore s temelji iz trdih kamnin, kot so gnajs, skrilavec, granit in diorit, pri čemer je mehkejša kamnina izklesana zaradi večkratnih poledenitev. Fiordland vsebuje najstarejše znane plutonske (magmatske) kamnine Nove Zelandije in prevladuje najjužnejši obseg Južnih Alp, saj se vrhovi nižajo v višino od severa proti jugu.
Najvišja gora v regiji Fiordland je Mount Tūtoko z 2723 metri, eden od več vrhov nad 2000 metrov v gorovju Darran. Jugovzhodno od tega območja je le peščica vrhov, ki segajo do 2000 metrov, vendar zaradi deževnega vremena z mrzlimi zimami in pomanjkanja vročih poletnih temperatur tudi te gore vsebujejo ledenike in vrhove s stalno snežno odejo. Najjužnejši ledenik je na vrhu Caroline, ki doseže le 1704 metre, na jugozahodu Fiordlanda pa se nadmorska višina za trajna snežna polja zniža pod 1500 metrov.
Preteklo poledenitev, ki je globoko izrezala pokrajino, je povzročila tudi fjordom podobne rokave v jezerih Manapouri in jezeru Te Anau, na obali pa je uspelo povzročiti, da je več velikih kosov celine postalo odrezanih. Največja od teh nenaseljenih otokov na morju sta otoka Resolution in otok Secretary, ki sta pomembna ohranitvena območja, zlasti kot zatočišča za ogrožene avtohtone ptice.

### Sestavni fiordi
Dvanajst fjordov, nekateri se raztezajo do 40 kilometrov v notranjost, in dva zaliva, ki vodita do treh dodatnih fiordov, se razprostira vzdolž obale od Piopiotahi na severu do Rakituma / Preservation Inlet na jugu. Na splošno se fiordi širijo od severa proti jugu, ko se višina gora zmanjšuje. Izlivi najjužnejših fjordov so bolj podobni zalivom, le notranji rokavi, kot je Long Sound, spominjajo na fiorde.
- Milford Sound / Piopiotahi - edini fjord na območju s cestnim dostopom
- Te Hāpua / Sutherland Sound
- Hāwea / Bligh Sound
- Te Houhou/George Sound – dostopen po tramvajski poti
- Taitetimu / Caswell Sound
- Taiporoporo / Charles Sound
- Hinenui / Nancy Sound
- Te Awa-o-Tū / Thompson Sound
- Doubtful Sound / Patea – dostopen po izletih in tramvajskih stezah
- Te Rā / Dagg Sound
- Te Puaitaha / Breaksea Sound
- Tamatea / Dusky Sound - dostopen po tramvajski poti
- Taiari/Chalky Inlet - vodi v Edwardson Sound in Kanáris Sound
- Rakituma / Preservation Inlet - vodi v Long Sound

Nadaljnji Sound, Kaikiekie / Bradshaw Sound, je v bistvu podaljšek Thompsona in Doubtful Sounds po njunem stiku na vzhodnem koncu Secretary Islanda.

## Ekologija
Območje je bilo kategorizirano kot ekoregija zmernih gozdov Fiordland, ki ima različne habitate in zaradi svoje izoliranosti veliko število endemičnih rastlin. Velik del Fiordlanda je močno poraščen z gozdovi, razen na lokacijah, kjer je površinska izpostavljenost skalam obsežna. Naravni habitati so skoraj popolnoma neokrnjeni. Na številnih legah prevladuje bukev nothofagus, srebrna bukev (Nothofagus menziesii) v fjordih in rdeča bukev (Nothofagus fusca) v celinskih dolinah. V podrastju je veliko različnih grmovnic in praproti, vključno s kronsko praprotjo (Blechnum discolor), območji grmičastih zelišč nad drevesno mejo, zaplate barja ob gorskih potokih in končno območje sipin Waitutu na južni obali, kjer prevladuje rimu (Dacrydium cupressinum). Kljub zemljepisni širini sredi 40-ih je drevesna meja na splošno pod 1000 metri zaradi hladnih poletij in vpliva Južnega oceana na podnebje.
Na tem območju živijo ogrožene avtohtone vrste ptic, kot so neleteči takahe (Porphyrio hochstetteri) in kivi, modra raca (whio) (Hymenolaimus malacorhynchos) in rumenoglavi (mōhua) (Mohoua ochrocephala). Domnevalo se je, da je takahē izumrl pred 50 leti, preden je bila leta 1948 odkrita majhna preostala populacija v gorovju Murchison v Fiordlandu. Od takrat to območje upravlja Ministrstvo za varstvo narave, ki lovi velike podlasice in nadzoruje jelene, kar pomaga povečati število takahē na več kot 200 in ostati na tej ravni.
Obstaja tudi veliko število žuželk in en avtohtoni plazilec, fiordski skink (Oligosoma acrinasum). Obstaja približno 300 vrst žuželk, ki so endemične za regijo Fiordland, mnoge od njih so velike, kot so weta, veliki kadis in orjaški mokarji, nekatere pa so nenavadne, kot so črvi, ki ležejo jajca, alpske cikade in živobarvni alpski molji. Obstaja šest vrst domorodnih peščenih muh (črna muha, Simuliidae), ena pa je endemična za Fiordland.
Večina območja spada pod zaščito narodnega parka Fiordland, ki je del svetovne dediščine Te Wahipounamu. Narodni park Fiordland ima površino 12.600 kvadratnih kilometrov, in je največji narodni park na Novi Zelandiji in eden večjih parkov na svetu, ki vsebuje številne turistične atrakcije, kot so Milford Sound / Piopiotahi, Doubtful Sound in Milford Track. Največjo grožnjo naravnim habitatom predstavljajo vnesene vrste, zlasti navadni jeleni, vendar se ti zdaj lovijo zunaj območja, poleg tega pa park vključuje številne majhne priobalne otoke, na katerih ni vnesenih vrst in so označeni kot posebej zavarovana območja.

### Morski rezervati
V Fiordlandu je bilo ustanovljenih deset morskih rezervatov za zaščito najrazličnejših vrst in habitatov.
Prvotna dva rezervata sta bila ustanovljena na zahtevo novozelandske zveze komercialnih ribičev leta 1993:
- Morski rezervat Piopiotahi (Milford Sound)
- Morski rezervat Te Awaatu Channel (The Gut)

Na priporočilo Fiordland Marine Guardians leta 2005 je bilo ustanovljenih dodatnih osem rezervatov:
- Morski rezervat Hawea (Clio Rocks)
- Morski rezervat Kahukura (Gold Arm)
- Morski rezervat Kutu Parera (Gaer Arm)
- Morski rezervat Moana Uta (Wet Jacket Arm)
- Morski rezervat Taipari Roa (Otok Elizabeth)
- Morski rezervat Taumoana (Five Fingers Peninsula)
- Morski rezervat Te Hapua (Sutherland Sound)
- Morski rezervat Te Tapuwae o Hua (Long Sound)

## Demografija in gospodarstvo
Statistično območje Fiordland pokriva 12.064,68 km² in je imelo junija 2023 ocenjeno število prebivalcev 100 z gostoto prebivalstva 0,008 ljudi na km². Skoraj celotno prebivalstvo živi v vasi Milford Sound.
Fiordland je imel po popisu prebivalstva na Novi Zelandiji leta 2018 111 prebivalcev, kar je zmanjšanje za 12 ljudi (–9,8 %) od popisa leta 2013 in zmanjšanje za 33 ljudi (–22,9 %) od popisa leta 2006. Bila so 3 gospodinjstva. Bilo je 54 moških in 60 žensk.
Etnične pripadnosti je bilo 73,0 % Evropejcev/Pākehā, 8,1 % Maorov, 24,3 % Azijcev in 2,7 % drugih etničnih skupin (skupno število več kot 100 %, saj so se ljudje lahko identificirali z več etničnimi skupinami).
Delež ljudi, rojenih v tujini, je bil 62,2 % v primerjavi s 27,1 % v državi.
Čeprav so nekateri ljudje nasprotovali navedbi svoje vere, jih 67,6 % ni veroizpovednih, 21,6 % jih je bilo kristjanov, 2,7 % muslimanov in 5,4 % drugih veroizpovedi.
Razen območij okoli okrožij Te Anau in Manapouri, ki nista vključeni v statistično območje Fiordlanda, regija Fiordland nikoli ni imela več kot nekaj človeških prebivalcev in je najmanj poseljeno območje Južnega otoka, brez vasi ali mesta in številna območja skoraj nedostopna razen z ladjo ali zrakom. Najbližje mesto je Invercargill, približno 80 kilometrov vzhodno od južnega konca Fiordlanda. Edina glavna cesta v Fiordlandu je državna cesta 94, imenovana tudi Milford Road, ki povezuje Te Anau z Milford Soundom.
Hotel Blanket Bay, ki ni pravi hotel, je morda najbolj zahodno naseljeno mesto Nove Zelandije. Ribiško skladišče goriva in oskrbe z majhnim pomolom in heliportom se nahaja na majhnem otoku na vrhu Doubtful Sound / Patea.
Razen proizvodnje električne energije (v elektrarni Manapouri in manjši hidroelektrarni ob jezeru Monowai) in nekaj kmetijstva je turizem edini drugi večji gospodarski dejavnik v regiji. Poraba obiskovalcev je leta 2003 znašala 92 milijonov novozelandskih dolarjev, 1017 ljudi pa je bilo zaposlenih za polni delovni čas v turistični industriji, dodatnih 1900 ljudi pa velja za zaposlene v podpornih storitvah turistične industrije. Večina turistov obišče Milford Sound / Piopiotahi, čeprav je hoja v bolj dostopnih vzhodnih delih Alp priljubljena dejavnost. Kljub temu oddaljenost regije omejuje celo turizem in po kratkih obiskih večjih krajev se večina turistov vrne v druga območja, kot sta Queenstown ali Invercargill.